# Байта (Ляоян)
Байта́ (кит. упр. 白塔, пиньинь Báitǎ) — район городского подчинения городского округа Ляоян провинции Ляонин (КНР). Политический, экономический и культурный центр Ляояна. Название в переводе означает «Белая пагода» — именно в этом районе находится ляоянская Белая пагода.

## История
Район Байта был образован в 1948 году. В 1968 году он был переименован в Вэйхун (卫红区), но в 1969 году ему было возвращено прежнее название.

## Административное деление
Район Байта делится на 11 уличных комитетов.

## Соседние административные единицы
Район Байта на юго-востоке граничит с районом Вэньшэн, а с остальных сторон полностью окружён районом Тайцзыхэ.

## Достопримечательности
- Белая пагода
- Буддийский храм Гуанъюсы
- Даосская кумирня Гуаньдимяо